# Liste du patrimoine culturel immatériel de l'humanité en Irlande
Cet article recense les pratiques inscrites au patrimoine culturel immatériel en Irlande.

## Statistiques
L'Irlande ratifie la convention pour la sauvegarde du patrimoine culturel immatériel le 22 décembre 2015.
En 2024, l'Irlande compte 5 éléments inscrits au patrimoine culturel immatériel, sur la liste représentative.

## Listes

### Liste représentative
L'élément suivante est inscrit sur la liste représentative du patrimoine culturel immatériel de l'humanité :
| Élément                                                               | Type | Subdivision | Année | Lien  | Notes | Illus. |
| --------------------------------------------------------------------- | --- | ----------- | ----- | ----- | --- | ------ |
| L'uilleann piping                                                     | arts du spectacle |             | 2017  | 01264 | |        |
| Le hurling                                                            | pratiques sociales, rituels et événements festifs |             | 2018  | 01263 | |        |
| La pratique de la harpe irlandaise                                    | arts du spectacle |             | 2017  | 01461 | |        |
| La fauconnerie, un patrimoine humain vivant                           | connaissances et pratiques concernant la nature et l’univers |             | 2021  | 01708 | Partagé avec l'Allemagne, l'Arabie saoudite, l'Autriche, la Belgique, la Corée du Sud, la Croatie, les Émirats arabes unis, l'Espagne, la France, la Hongrie, l'Italie, le Kazakhstan, le Kirghizistan, le Maroc, la Mongolie, le Pakistan, les Pays-Bas, la Pologne, le Portugal, le Qatar, la Syrie et la Tchéquie |        |
| L'art de la construction en pierre sèche : savoir-faire et techniques | connaissances et pratiques concernant la nature et l'univers pratiques sociales, rituels et événements festifs savoir-faire liés à l’artisanat traditionnel traditions et expressions orales |             | 2024  | 02106 | Partagé avec l'Andorre, l'Autriche, la Belgique, Chypre, la Croatie, l'Espagne, la France, la Grèce, l'Italie, le Luxembourg, la Slovénie et la Suisse |        |

### Patrimoine immatériel nécessitant une sauvegarde urgente
L'Irlande ne compte aucun élément listé sur la liste du patrimoine immatériel nécessitant une sauvegarde urgente.

### Registre des meilleures pratiques de sauvegarde
L'Irlande ne compte aucune pratique listée au registre des meilleures pratiques de sauvegarde.